# غافين براون
غافين براون (بالإنجليزية: Gavin Brown)‏ هو سياسي بريطاني، ولد في 4 يونيو 1975. حزبياً، نشط في الاسكتلنديون المحافظون ‏. وقد في الانتخابات النيابية العمومية الاسكتلندية 2011 ‏، انتخب عضو البرلمان الاسكتلندي الرابع ‏ عن دائرة لوثيان ‏ وقد انضم خلال فترته النيابية ‏ (5 مايو 2011 – 24 مارس 2016)  للكتلة البرلمانية الاسكتلنديون المحافظون ‏ وفي الانتخابات النيابية العمومية الاسكتلندية 2007 ‏، انتخب عضو البرلمان الاسكتلندي الثالث ‏ عن دائرة لوثيان ‏ وقد انضم خلال فترته النيابية ‏ (3 مايو 2007 – 22 مارس 2011)  للكتلة البرلمانية الاسكتلنديون المحافظون ‏.